# باب دونالدسون
رابرت "باب" دونالدسون (زاده: ۲۷ اوت ۱۸۶۸ – درگذشته: ۲۸ آوریل ۱۹۴۷) بازیکن فوتبال اسکاتلندی بود که در پست مهاجم بازی می‌کرد.
دونالدسون پیش از پیوستن به تیم نیوتون هیث در سال ۱۸۹۲، در Airdrieonians بازی می‌کرد. در نیوتون هیث، در ۱۴۷ بازی، ۶۶ گل به ثمر رساند. اولین گل او در ۳ سپتامبر ۱۸۹۲ مقابل بلکبرن راورز، نخستین گل تاریخ باشگاه به حساب می‌آمد.